# Peradectes
Peradectes is een geslacht van uitgestorven buideldieren uit de Peradectidae. Deze opossumachtige dieren leefden van het Paleoceen en Eoceen, ongeveer 65 tot 43 miljoen jaar geleden, in Europa, Noord- en Zuid-Amerika.

## Fossiele vondsten
De typesoort Peradectes elegans werd in 1921 door William Diller Matthew en Walter Willis Granger beschreven en deze soort was in het Paleoceen wijdverspreid in Noord-Amerika. P. minor uit het Vroeg-Paleoceen van Montana wordt beschouwd als een van de oudste buideldieren. In Zuid-Amerika leefde tijdens het Paleoceen P. austrinum met fossiele vondsten in de Santa Lucía-formatie in Bolivia en Laguna Umayo in Peru. In Europa zijn fossielen van Peradectes gevonden in Frankrijk en Duitsland. In Grube Messel zijn vrijwel complete fossielen uit het Midden-Eoceen gevonden met afdrukken van de zachte weefsels.

## Kenmerken
Met een lichaamslengte van ongeveer tien centimeter en een staart van twintig centimeter had Peradectes het formaat van een dwergbuidelrat. Het skelet wijst op een boombewonende leefwijze. De bouw van de staartwervels wijst er op dat Peradectes een grijpstaart had. Het was een frugivoor of insectivoor.